# حركة احتلوا في نيوزيلندا

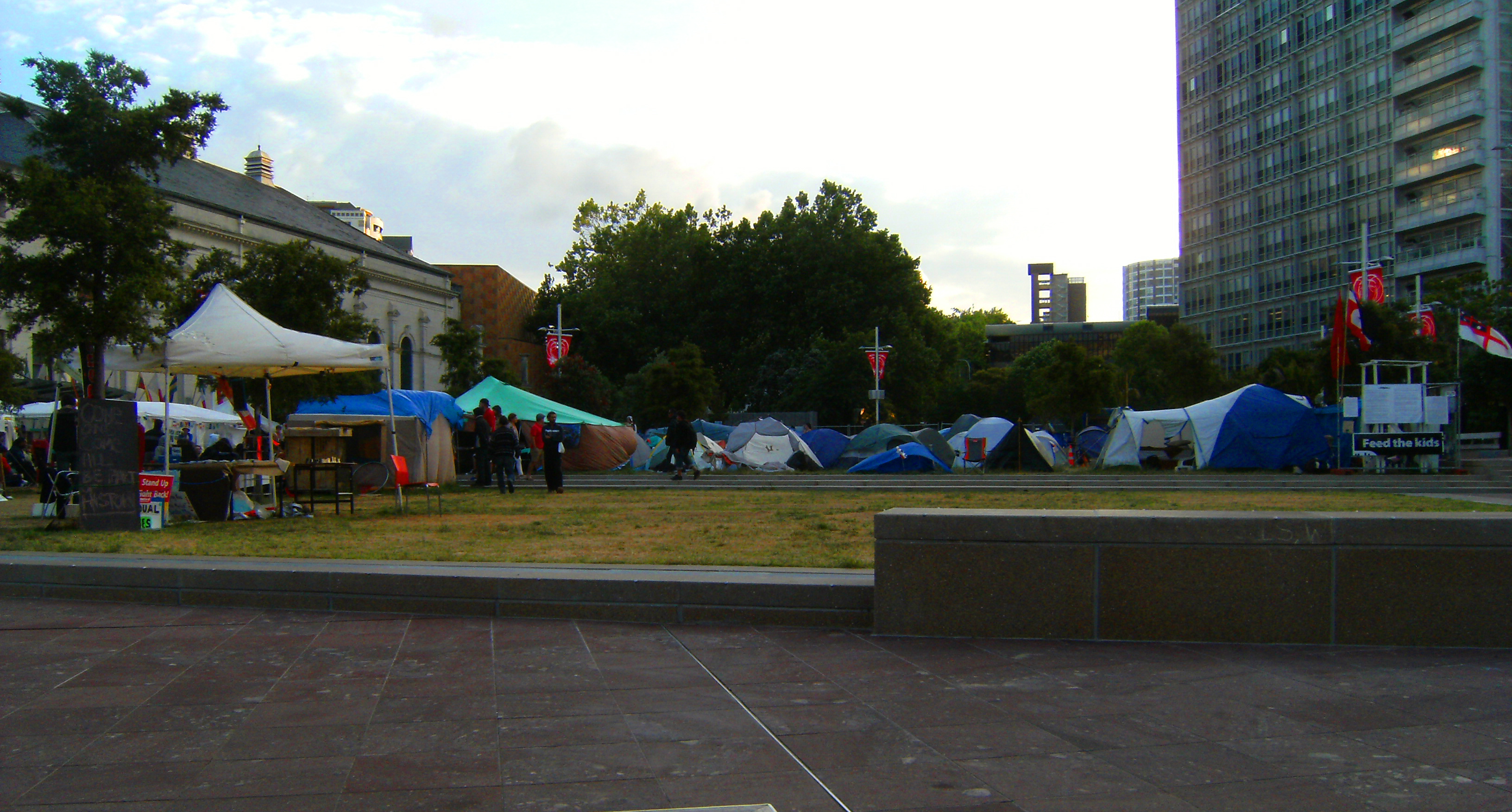

اندلعت حركة الاحتجاجات في نيوزيلند في 15 أكتوبر عام 2011 تزامناً مع احتجاجات أوكلاند. أُشعلت الاحتجاجات في أوكلاند، نيو بلايموث، ويلينغتون، لور هت، كرايستشيرش، ديوندن، ينفيركارجيلل.

## نظره عامة
كان احتجاج أوكلاند أكبر حركة لإشعال الاحتجاجات في نيوزيلندا. كان في أوكلاند 350 محتجاً في ذروتها، بينما كان في ويلينغتون وكرايستشيرش وديوندن أقل من 50 محتجاً. يعود نجاح احتجاجات أوكلاند إلى حد كبير لحجم المدينة، إذ يعيش حوالي الثلث من شعب نيوزيلندا في أوكلاند، ويُنسب النجاح أيضاً لمشاركة النشطاء المحترفين والنقابات المهنية وحزب مانا منذ اللحظات الأولى. من بين العوامل الأخرى المساهمة، مزامنة كأس العالم للرجبي واقتراب الانتخابات العامة النيوزيلندية لعام 2011، والتي عُقدت في 26 نوفمبر.
استفادت المهن في نيوزيلندا من وجود شرعة الحقوق النيوزيلندية، التي تحمي حرية التعبير وحرية التجمع. تتوقع وثيقة الحقوق صراحة استخدام اللوائح المحلية لخنق وإحباط الاحتجاجات السياسية. أوضحت شرطة نيوزيلندا أنها لا ترغب بأن تُستخدم من قبل المجالس المحلية لقمع الاحتجاجات السلمية الديمقراطية. أصدر مجلس مدينة ديوندن إشعاراً بالتعدي على المحتجين في 2 نوفمبر. أصدر مجلس أوكلاند قراره في 28 نوفمبر، وتلاه على الفور طلب للحصول على أمر قضائي. انتظرت مجالس ويلينغتون كرايستشيرش صدور حكم الأمر القضائي بمقاطعة أوكلاند.

## المواقع
- أوكلاند (بدأت في 15 أكتوبر)[1][2] مواقع الاحتجاجات: ساحة أوتيا، منتزه ألبرت، فيكتوريا بارك.[3]
- كرايستشيرش (بدأ 15 أكتوبر) [4]
- ديوندن (بدأ 15 أكتوبر)[5]
- ويلينغتون (بدأ في 15 أكتوبر) [6]

## احتجاجات ميدان أوتا

### التاريخ

#### البداية
بعد وقت قصير من بدء احتجاجات وول ستريت، حاولت مجموعتان بتشكيل الاحتجاجات في أوكلاند في وقت واحد. دُمجت مجموعتا «احتجاجات شارع كوين» و«احتجاجات أوكلاند» بسرعة. اجتمعت المجموعة الأكبر المكونة من مجموعات العدالة الاجتماعية والنقابات والناشطين الطلابيين والمنظمات السياسية في اتحاد التعاون في 7 أكتوبر 2011. وفي اليوم التالي، السبت 8 أكتوبر 2011، عُقد اجتماع في شرفة المراقبة في ألبرت بارك، حضره ما يقرب من 30 شخصاً تحت رعاية «احتجاجات أوكلاند». كان العديد من الحاضرين نشطاء منذ زمن طويل، أو يمثلون مختلف الدوائر الاجتماعية، حضر بعض المشاركين كلا الاجتماعين. وَضَع الاجتماع الأول أسس الارتباط بحركة الاحتلال العالمية، واعتمد مبادئ الالتزام المطلق بالمقاومة السلمية غير العنيفة، اللا قيادة المطلقة، والاعتماد الرسمي لعمليات الجمعية العامة. رُفض اقتراح تعيين متحدث رسمي للمجموعة في البداية لأن «المتحدث الرسمي هو مجرد رأس آخر تنقض عليه الصحافة». كان الموعد المحدد للاحتجاج هو 15 أكتوبر، وسيُعلن الموقع النهائي.

#### المنظمة
عُقد اجتماع في أحد المقاهي على طريق كي رود في اليوم التالي، إذ دُشنت منشورات وصفحات الويب والهياكل الأساسية. خلال الفترة المتبقية من الأسبوع، أُجريت جلسات تخطيطية وأنشطة ترويجية، بما في ذلك استطلاع في ميدان أوتيا وألبرت بارك من قبل أربعة من مخططي البلدة. في يوم الخميس من ذلك الأسبوع، اختارت الجمعية العامة أخيراً ساحة أوتيا من الموقعين اللذين شملهما الاستطلاع. اختير ميدان أوتيا بسبب أهميته السياسية، وموقعه المركزي، ولأنه «أُخذ» مؤخراً من سكان أوكلاند من قبل «ذي إيدج»، ولم يعد يستخدم كمنتدى للسوق والمتحدثين. كان يُنظر إلى ألبرت بارك على أنه أقل إثارة للجدل، ويقع في موقع مركزي من ناحية الجغرافيا العامة للمدينة، وأكثر ملاءمة كأرض للمخيم وأقرب للحلفاء في الجامعة؛ ومع ذلك، رُفض الموقع، وعارض اثنان على الأقل من المنظمين رأي الأغلبية في تفضيلهم ألبرت بارك.

#### الاحتجاج
في 15 أكتوبر، انطلقت مسيرة لأكثر من 2000 شخص من بريتومارت، حتى شارع كوين إلى ميدان أوتيا. وعُقد تجمع عند الوصول إلى الميدان، تلاه حفل موسيقي في ذلك المساء بعد نصب الخيام. كان هناك نحو 70 محتجاً في الليلة الأولى. كانت المقاومة الشديدة متوقعة، ولكن بصرف النظر عن سوء التفاهم مع الشرطة، بدأ الاحتجاج دون وقوع أي حادث.
قليل من المحتجين الأصليين كانوا بلا مأوى أو عاطلين عن العمل. وكان معظمهم من المهنيين الشباب والطلاب وأعضاء الطبقة الوسطى. كان العديد من المتظاهرين من ذوي الخبرة وناشطين محترفين. كانت مشاركة الحركة النقابية في الأسابيع الأولى للاحتجاج هامة. وجاءت مشاركة حزب الاتحاد، والاتحاد الأولي، واتحاد عمال الخدمات والأغذية، وحزب مانا وحزب تشريع القنب إما مباشرة، أو جاء أعضاء منظماتهم في وقتهم الخاص. أعرب المشاركون غير المنتسبين عن امتنانهم لهذا الدعم.
لكن بمرور الوقت، لأسباب مختلفة، بدأ هذا الدعم في التراجع لأسباب تتعلق بالتزامات أخرى، لاسيما الانتخابات التي تلوح في الأفق. بحلول الأسبوع الرابع من الاحتجاجات، كان أعضاء الاتحاد وحدهم من المشاركين غير النظاميين. لم يتحقق الدعم المتوقع في القوة من الطبقة الوسطى، على الرغم من أن الدعم خارج الموقع كان دائماً قوياً. بدأت التبرعات تتراجع، ويعزى ذلك إلى حد كبير إلى القرارات التي اتُخذت في الأيام الأولى من الاحتجاج باستخدام موقع فيسبوك بشكل حصري تقريباً. أُهمل موقع الويب، ولهذا أصبح من الصعب على الجمهور الذي لم يكن على دراية بفيسبوك رؤية ما هو مطلوب منه والتبرع به. أصبح الاحتجاج غير مرئي إلى حد ما، باستثناء نحو 5000 صديق له على الفيسبوك، معظمهم لم يكونوا موجودين في نيوزيلندا. تضاعف هذا الخطأ بسبب فقدان عدد من العاملين في مجال الإعلام المسؤولين عن تحرير الصحافة. لم تُعوّض هذه الخسارة، حتى بمشاركة الدكتور كامبل جونز القصيرة، وهو أكاديمي من جامعة أوكلاند. تسارع فقدان الدعم من شبكة الناشطين المحترفين تدريجياً حتى إصدار المجلس إشعار انتهاك من قبل مجلس أوكلاند.

#### المساهمات السياسية
بعد الوصول الفوري إلى موقع المخيم، قُسِّم العمل تقريباً إلى ثلاث فئات كبيرة: «أنشطة تخطيط المدن»، «المؤسسة السياسية» و «نشاط المجموعة». بعد ذلك، بدأ أولئك الذين شاركوا بشدة في التنظيم الأصلي في الابتعاد عن أدوارهم الأولية كمنظمين لوجستيين لصالح مزيد من المشاركة السياسية. في أول أسبوعين، على وجه الخصوص، نُفذت الأهداف الاستراتيجية والسياسية الرئيسية التي حُددت قبل الوصول إلى الميدان لضمان أن الاحتجاج قد أُسِّس بحق وليس فقط كاحتجاج مادي، بل كحدث سياسي في المقام الأول.

#### الدعوة للوحدة 16 أكتوبر 2011
صدر أول قرار سياسي للاحتجاج في 16 أكتوبر. رفض القرار معاداة السامية، الإسلاموفوبيا والعنصرية والتمييز الجنسي، ودعت إلى الوحدة بين تسعة وتسعين بالمئة. كان الهدف من هذا القرار هو نزع فتيل التوترات الدينية المدمرة بين اليهود والمسلمين على الفور، والتي كان يمكن أن تحرض على هجمات انتهازية من عناصر اليسار المتطرف ضد «الصهيونية» و «إسرائيل». إن الموقف المتصوَّر للاحتلال كمنتدى عالمي و «أرض محايدة» تتطلب ذلك، إذ كان هناك أي أمل في المشاركة الآمنة لليهود أو المسلمين في الاحتجاج. إن قرب الاحتجاجات من المعبد اليهودي في غريس أفينيو وعدد الطلاب المسلمين غير المستهان به في المنطقة جعل هذا الأمر ضرورة حتمية، لتجنب إمكانية ارتكاب أي جريمة. يبدو أن القرار كان ناجحاً، إذ لم تُتلقى أي شكاوى خطيرة، ولم يكن هناك أي معادٍ كبير للسامية أو حوادث إسلاموفوبيا خلال الاحتلال. انتقل المسلمون واليهود بحرية عبر المعسكر وشاركوا في مناقشات سياسية ودية وممتعة.

#### رسالة مفتوحة إلى رئيس وزراء أستراليا، 22 أكتوبر 2011
في أعقاب قمع احتجاج سيتي سكوير في ملبورن، وافقت الجمعية العامة على رسالة مفتوحة إلى رئيس وزراء أستراليا، تُدين فيها تصرفات شرطة فيكتوريا وتدعو إلى وضع حد لقمع حركة الاحتجاجات في أستراليا. استشهدت هذه الرسالة بـ «المهنيين المثاليين» في مجلس أوكلاند والشرطة النيوزيلندية، واقترحت أن يأخذ رئيس الوزراء المشورة من هذه الهيئات، التي كانت لهذه العلاقة علاقة عمل إيجابية مع الاحتجاجات.